# منتخب الجبل الأسود لكرة قدم الصالات
منتخب الجبل الأسود لكرة قدم الصالات هو ممثل الجبل الأسود الرسمي في المنافسات الدولية في كرة الصالات .